# Mytilopsis leucophaeata
Mytilopsis leucophaeata är en musselart som först beskrevs av Conrad 1831.  Mytilopsis leucophaeata ingår i släktet Mytilopsis och familjen Dreissenidae. IUCN kategoriserar arten globalt som livskraftig. Arten kan orsaka igenväxningsproblem i kylvattenutsläpp och i Sverige har den hittills endast observerats i Forsmarks kärnkraftverk. Inga underarter finns listade i Catalogue of Life.